# 21647 Carlturner
21647 Carlturner è un asteroide della fascia principale. Scoperto nel 1999, presenta un'orbita caratterizzata da un semiasse maggiore pari a 2,6628064 UA e da un'eccentricità di 0,0817601, inclinata di 10,42135° rispetto all'eclittica.